# Макдональд, Чарльз
Чарльз Макдональд (р. 1945) — французский этнолог и антрополог, исследователь Филиппин.
Степень доктора философии по антропологии получил в университете Сорбонны. Заниматься антропологией Филиппин начал с 1969 года. В 1988 году возглавил научно-исследовательский отдел по Юго-Восточной Азии Национального научно-исследовательского центра (CRNS).
В 1989-1990 годах работал в колледже Сент-Энтони Оксфордского университета.
В 2002 году на протяжении шести месяцев стажировался в центре южноазиатских исследований в университете Киото, Япония. Является научным сотрудником Центра биоантропологических исследований университета Экс-Марсель. Был основателем и первым директором Института южноазиатских исследований в Экс-Провансе, основал и возглавляет по настоящее время Центр азиатско-тихоокеанских исследований в Марселе.
Научные исследования, которые Макдональд публикует как на французском, так и на английском языках, посвящены в первую очередь антропологии суицида и анархии в примитивных обществах Миндоро и Палавана на юге Филиппин, их мифологии, социальной структуре и ритуалам, а также христианизации этой страны, этимологии южноазиатских имён, общим вопросам антропологии и анархии; также занимался изучением культуры народа раглай на юге Вьетнама.
Важнейшие научные труды — Uncultural Behavior: An Anthropological Investigation of Suicide in the Southern Philippines (2007) и The Antropology of Anarchy (2009). Также известны его работы Old Ties and New Solidarities: Studies on Philippine Communities (1995) и Folk Catholicism and Pre-Spanish Religions in the Philippines (2003).